# Persone di nome Carlos/Allenatori di calcio
| Questa pagina contiene informazioni ricavate automaticamente dalle voci biografiche con l'ausilio del template Bio e di un bot. L'aggiornamento è periodico e automatico e ricostruisce completamente la pagina. Se manca una persona in questa lista, sei pregato di non aggiungerla, ma accertati piuttosto che la sua voce biografica contenga il template Bio e che i dati anagrafici siano correttamente compilati. Se il template Bio manca, inseriscilo tu stesso o, in alternativa, metti l'avviso {{tmp\|Bio}} che ne segnala la mancanza. Se i dati riportati sono sbagliati, correggi direttamente la voce biografica; le modifiche saranno visibili in questa lista entro pochi giorni. Per chiarimenti vedi il progetto antroponimi. La lista contiene solo le 63 persone che sono citate nell'enciclopedia e per le quali è stato implementato correttamente il template Bio. Pagina aggiornata al 22 giu 2025. |

Questa è una lista di persone presenti nell'enciclopedia che hanno il nome Carlos e sono allenatori di calcio.

## A(6)
- Carlos Aimar, allenatore di calcio e ex calciatore argentino (Corral de Bustos, n. 1950)
- Carlos Alós, allenatore di calcio e ex calciatore spagnolo (Tortosa, n. 1975)
- Carlos Amadeu, allenatore di calcio brasiliano (Salvador, n. 1965 - Riad, † 2020)
- Carlos Aragonés, allenatore di calcio e ex calciatore boliviano (Santa Cruz de la Sierra, n. 1956)
- Germán Arangio, allenatore di calcio e ex calciatore argentino (Buenos Aires, n. 1976)
- Carlos Asprilla, allenatore di calcio e ex calciatore colombiano (La Paila, n. 1970)

## B(2)
- Carlos Bernegger, allenatore di calcio, dirigente sportivo e ex calciatore argentino (Bell Ville, n. 1969)
- Carlos Bilardo, allenatore di calcio e ex calciatore argentino (La Paternal, n. 1938)

## C(7)
- Carlos Brito, allenatore di calcio e ex calciatore portoghese (Porto, n. 1963)
- Carlos Canobbio, allenatore di calcio e ex calciatore uruguaiano (Montevideo, n. 1982)
- Carlos Manuel, allenatore di calcio e ex calciatore portoghese (Moita, n. 1958)
- Preto Casagrande, allenatore di calcio e ex calciatore brasiliano (Cascavel, n. 1975)
- Carlos Corberán, allenatore di calcio e ex calciatore spagnolo (Cheste, n. 1983)
- Gabriel Correa, allenatore di calcio e ex calciatore uruguaiano (Montevideo, n. 1968)
- Carlos Cuesta, allenatore di calcio spagnolo (Palma di Maiorca, n. 1995)

## D(2)
- Carlos de los Cobos, allenatore di calcio e ex calciatore messicano (Matamoros, n. 1958)
- Carlos Secretário, allenatore di calcio e ex calciatore portoghese (Aveiro, n. 1970)

## E(2)
- Carlos Edwards, allenatore di calcio e ex calciatore trinidadiano (Diego Martin, n. 1978)
- Carlos Melanio Espínola, allenatore di calcio e ex calciatore paraguaiano (n. 1955)

## F(3)
- Carlos Alhinho, allenatore di calcio e calciatore portoghese (São Vicente, n. 1949 - Benguela, † 2008)
- Cabralzinho, allenatore di calcio e ex calciatore brasiliano (Santos, n. 1945)
- Carlos Fangueiro, allenatore di calcio e ex calciatore portoghese (Matosinhos, n. 1976)

## G(6)
- Carlos García Cantarero, allenatore di calcio spagnolo (Madrid, n. 1961)
- Carlos González Peña, allenatore di calcio e ex calciatore spagnolo (Salamanca, n. 1983)
- Carlos González Juárez, allenatore di calcio spagnolo (Granada, n. 1986)
- Carlos Griguol, allenatore di calcio e calciatore argentino (Las Palmas, n. 1934 - Buenos Aires, † 2021)
- Carlos Grossmüller, allenatore di calcio e ex calciatore uruguaiano (Montevideo, n. 1983)
- Carlos Gurpegi, allenatore di calcio e ex calciatore spagnolo (Pamplona, n. 1980)

## H(1)
- Carlos Hoyos, allenatore di calcio e ex calciatore colombiano (n. 1962)

## I(1)
- Carlos Ischia, allenatore di calcio e ex calciatore argentino (Buenos Aires, n. 1956)

## J(1)
- Carlos Jara Saguier, allenatore di calcio e ex calciatore paraguaiano (n. 1956)

## K(1)
- Carlos Kiese, allenatore di calcio e ex calciatore paraguaiano (Tebicuary, n. 1957)

## L(2)
- Carlos Cardoso, allenatore di calcio e ex calciatore portoghese (Setúbal, n. 1944)
- Carlos Queiroz, allenatore di calcio portoghese (Nampula, n. 1953)

## M(9)
- Carlos Mac Allister, allenatore di calcio e ex calciatore argentino (Santa Rosa, n. 1968)
- Carlos Maldonado, allenatore di calcio e ex calciatore venezuelano (Montevideo, n. 1963)
- Carlos Alberto Manaca Dias, allenatore di calcio e ex calciatore mozambicano (Beira, n. 1946)
- Edu Marangon, allenatore di calcio e ex calciatore brasiliano (San Paolo, n. 1963)
- Carlos Matheu, allenatore di calcio e ex calciatore argentino (Quilmes, n. 1985)
- Carlos Mayor, allenatore di calcio e ex calciatore argentino (Buenos Aires, n. 1965)
- Carlos Mendes, allenatore di calcio e ex calciatore statunitense (Mineola, n. 1980)
- Carlos Adrián Morales, allenatore di calcio e ex calciatore messicano (La Piedad, n. 1979)
- Carlos Xavier, allenatore di calcio e ex calciatore portoghese (Lourenço Marques, n. 1962)

## P(5)
- Carlos Pachamé, allenatore di calcio e ex calciatore argentino (Fortín Olavarría, n. 1944)
- Carlos Humberto Paredes, allenatore di calcio e ex calciatore paraguaiano (Asunción, n. 1976)
- Carlos Alberto Parreira, allenatore di calcio brasiliano (Rio de Janeiro, n. 1943)
- Carlos Pavón, allenatore di calcio e ex calciatore honduregno (El Progreso, n. 1973)
- Roberto Pompei, allenatore di calcio e ex calciatore argentino (Buenos Aires, n. 1970)

## R(5)
- Carlos Recinos, allenatore di calcio e ex calciatore salvadoregno (San Salvador, n. 1950)
- Carlos Reinoso, allenatore di calcio e ex calciatore cileno (Santiago del Cile, n. 1946)
- Carlos Restrepo, allenatore di calcio colombiano (Medellín, n. 1961)
- Carlos Roa, allenatore di calcio e ex calciatore argentino (Santa Fe, n. 1969)
- Carlos Ron, allenatore di calcio e ex calciatore ecuadoriano (n. 1953)

## S(5)
- Carlos Alberto Silva, allenatore di calcio brasiliano (Bom Jardim de Minas, n. 1939 - Belo Horizonte, † 2017)
- Carlos Carvalhal, allenatore di calcio e ex calciatore portoghese (Braga, n. 1965)
- César Sampaio, allenatore di calcio, dirigente sportivo e ex calciatore brasiliano (San Paolo, n. 1968)
- Carlos Sevilla, allenatore di calcio ecuadoriano (Quito, n. 1950)
- Carlos Sánchez Aguiar, allenatore di calcio spagnolo (Madrid, n. 1957)

## T(4)
- Carlos Torres Garcés, allenatore di calcio e ex calciatore ecuadoriano (Esmeraldas, n. 1951)
- Carlos Trucco, allenatore di calcio e ex calciatore argentino (Córdoba, n. 1957)
- Carlos Turrubiates, allenatore di calcio e ex calciatore messicano (Reynosa, n. 1968)
- Carlos Tévez, allenatore di calcio e ex calciatore argentino (Ciudadela, n. 1984)

## V(1)
- Alejandro Villanueva, allenatore di calcio e calciatore peruviano (Lima, n. 1908 - Lima, † 1944)